# اخطار (فیلم ۱۹۲۸)
اخطار (انگلیسی: The Warning) فیلمی در ژانر درام است که در سال ۱۹۲۸ منتشر شد. از بازیگران آن می‌توان به پرسی مارمونت، فرن آندرا و آن گری اشاره کرد.